# Zemitrella websteri
Zemitrella websteri är en snäckart som först beskrevs av Suter 1913.  Zemitrella websteri ingår i släktet Zemitrella och familjen Columbellidae. Inga underarter finns listade i Catalogue of Life.